# Alter Der Ruine
Alter Der Ruine est un groupe américain de power noise, originaire de Tucson, en Arizona.

## Historique
Après avoir sorti (en autoproduction) en août 2006 leur premier album intitulé The Ruine Process, le groupe commence à se produire dans le sud des États-Unis ainsi qu'au Mexique. En 2007, le groupe signe avec le label Sistinas Music, passe à quatre membres, et sort leur second album State of Ruin, lequel contient un remix d'Assemblage 23 et des remix pour la version limitée de l'album, de Noisuf-X, Endif ou encore Caustic.
En Europe, le groupe prodite aussi d'une large diffusion en radio et surtout en club, et les membres d'Alter Der Ruine se produisent en Espagne notamment. Le groupe est en train de prévoir une tournée européenne pour 2008. Toujours en 2008, le troisième album est publié par un label de musique industrielle, Crunch Pod, basé en Californie, aux États-Unis. En 2009, le groupe sort Beating a Dead Horse : The Relax and Ride it Single, disponible en téléchargement gratuit sur le site Vampire Freaks. En février 2010, une compilation This is Why We Can't Have Nice Things est publié pour l'Europe par le label allemand ProNoize.
Alter Der Ruine signe avec Negative Gain Productions en 2011. Ils publient leurs quatrième et cinquième albums Son of a Bitch et There's Always One More Son of a Bitch comme les deux tiers d'une trilogie de disques. Le troisième album de la trilogie est auto-édité par Alter Der Ruine sous le nom de I Told You Not to Listen Tonight Didn't I ?
Le groupe annonce sa séparation dans une vidéo postée sur YouTube le 4 janvier 2012, suivie d'une explication sur le site internet du groupe annonçant « The Gang Has Disbanded ». Le groupe se reforme discrètement en 2013 en annonçant l'arrivée d'un nouveau membre, Tamara. Leur septième album I Will Remember It All Differently sort sur Negative Gain Productions. 

## Discographie

### Albums studio
- 2006 : The Ruine Process
- 2007 : State of Ruin (Sistinas Music)
- 2008 : Giants From Far Away (Crunch Pod)

### EP
- 2007 : Something Old EP
- 2007 : Something New EP

### Compilations
- 2006 : Das Bunker: Fear of a Distorted Planet (Das Bunker)
- 2007 : Das Bunker: Bunker 54 (Mechanismz)
- 2007 : Deathkey: Songs in the Key of Death (Crunch Pod)
- 2007 : Materia Fria  (Sistinas Music, Crunch Pod)
- 2007 : Endzeit Bunkertracks (Act III) (Alfa Matrix)
- 2009 : Endzeit Bunkertracks (Act IV) (Alfa Matrix)

### Remixes
- Inure - Sick (Alter Der Ruine Mix) (Alfa Matrix)
- Caustic - Emmanuel Lewis Handjob (Alter Der Ruine Remix)
- Helltrash - I Am the Enemy (Remix By Alter Der Ruine)
- To Mega Therion - The Sermon of Setekh (Pass the Collection Plate Mix)
- Autoclav 1.1 - Nothing But Pillow Teeth (Alter Der Ruine Remix) (Hive Records)
- W.A.S.T.E. - Omega 3 (ADR Remix)
- Caustic - Spaff Injection (Electro-Spaff Remix by ADR) (Crunch Pod)